# Campeonato Mundial de Ciclismo em Estrada de 1954
Os Campeonatos do mundo de ciclismo de estrada de 1954 celebrou-se na localidade da República Federal da Alemanha de Solingen a 21 e 22 de agosto de 1954.

## Resultados
| Evento                    | Ouro                       | Ouro       | Prata                     | Prata    | Bronze                               | Bronze   |
| ------------------------- | -------------------------- | ---------- | ------------------------- | -------- | ------------------------------------ | -------- |
| Provas masculinas         |                            |            |                           |          |                                      |          |
| Homens - corrida em linha | Louison Bobet · França     | 7h 24' 36" | Fritz Schaer · Suíça      | + 12"    | Charly Gaul · Luxemburgo             | + 2' 12" |
| Amador - corrida em linha | Emiel Van Cauter · Bélgica | 4h 22' 45" | Hans Andresen · Dinamarca | + 1' 20" | Martin van der Borgh · Países Baixos | + 1' 45" |